# Крекінг-установка в Будьонновську
Крекінг-установка в Будьонновську — виробництво нафтохімічної галузі у Ставропольському краї Росії, що входить до складу заводу компанії «Ставролен» (належить «Лукойлу»).
Установку парового крекінгу (піролізу) ввели в експлуатацію у 1981 році з проектною потужністю по етилену 350 тисяч тонн на рік. При цьому, оскільки об'єкт розраховувався на використання доволі важкої (як для нафтохімії) сировини — газового бензину, отримували також значну кількість іншого олефіну — пропілену, а виробничий комплекс включав лінії полімеризації здатні продукувати 300 тисяч тонн поліетилену та 120 тисяч тонн поліпропілену на рік.
На початку 21 століття для піролізу почали все більше залучати вуглеводневі гази — етан та нефракціоновану суміш найближчих гомологів метану (широка фракція легких вуглеводнів, ШФЛУ). З 1999-го по 2004-й їх використання зросло в три рази (від 83 до 230 тисяч тонн), а після модернізації етанових печей у 2005-му та реконструкції газового сховища могло підвищитись ще в 1,5 раза. Станом на 2013 рік газовий бензин становив 60 % сировинного балансу установки, проте планувались подальші роботи з доведення частки зріджених вуглеводневих газів до 75 % (при відповідному зниження долі нафти до 25 %).
Внаслідок аварії у грудні 2011-го робота піролізного виробництва була призупинена та відновлена на повну потужність у жовтні наступного року. При цьому з березня 2012-го лінію поліпропілену запустили на основі сировини інших виробників, зокрема з установки парового крекінгу в Калуші (завод «Карпатнафтохім», який на той час належав тому ж «Лукойлу» та не мав власних потужностей з використання пропілену).
А 26 лютого 2014 року на установці сталась пожежа, яка тривала до 1 березня. Внаслідок неї постраждало 18 осіб, а саме виробництво знову вдалося запустити більш ніж через рік. На час ремонтних робіт (з одночасною модернізацією під ще більше використання вуглеводневих газів) для забезпечення лінії полімеризації сировиною «Лукойл» так само закуповував пропілен у сторонніх виробників.
На початку 2010-х оголосили про намір спорудити в Будьонновську другу установку парового крекінгу потужністю по етилену 225 тисяч тонн на рік. Сировиною для неї мали слугувати вуглеводневі гази (етан та ШФЛУ), які вилучали б на установці фракціонування з продукції північнокаспійських офшорних родовищ, розробку яких розпочав «Лукойл». Фракціонування почалось у другій половині того ж десятиліття, а от строки спорудження піролізного виробництва наразі відклали до 2023/2024 років.